# František Jelínek (skaut)
František Jelínek (24. listopadu 1921 Brno – 26. listopadu 2002 Brno) byl skautský funkcionář a autor vzpomínek na koncentrační tábor Mittelbau-Dora, ve kterém sabotoval výrobu raket V-2.

## Život

### Mládí
Vyrostl v Brně, kde vystudoval nižší reálné gymnázium a obchodní akademii. Do skautského oddílu vstoupil v roce 1933. O sedm let později absolvoval (již se skautskou přezdívkou Jef) kurs pro vedoucí vlčat. Dne 11. září 1940 byl však Junák nacisty zrušen. František se připojil k odbojové organizaci Hnutí slovanské domoviny, kterou založil jeho spolužák z akademie Vlastislav Kroupa. V roce 1942 složil maturitní zkoušku a 14 dní poté byl nasazen k firmě Flugmotorenwerke Ostmark do Vídně, kde pomocí falešných dokladů pomáhal přes hranice uprchlíkům z Protektorátu do Jugoslávie.

### Koncentrační tábor a sabotáže
Gestapo zatklo Františka v červnu 1943 za falšování dokladů. Byl poslán přes Flossenbürg a Buchenwald do koncentračního tábora Mittelbau-Dora. Díky dobré znalosti němčiny se dostal jako písař do kanceláře, která měla na starosti dodávky a kontrolu tlakových ventilů do raket V-2. Dařilo se mu bez podezření posílat celé zásilky dobrých ventilů označených jako vadné do tavírny na roztavení a zmetky ponechával na skladě v továrně. Objednával součástky, které nebyly potřeba a ty potřebné posílal továrnám zpět nebo je zasílal na špatné adresy. Pro nedostatek potřebných součástek způsobených Jelínkovým jednáním stála továrna Mittelwerk s 15 000 vězni a 3 500 civilními zaměstnanci v souhrnu 22 dní. Jelínek pokračoval v sabotážní činnosti až do konce války. Za svoje činy byl prezidentem Benešem navržen na státní české a anglické vyznamenání. V osobním rozhovoru je ale odmítl s tím, že konal jen svoji povinnost a činil tak z přesvědčení, nikoliv pro odměnu.

### Skauting
Život Františka Jelínka byl od mládí spojen se skautským hnutím, ve kterém si vybudoval významnou pozici. Zažil dvojí zákaz skautské organizace, třetí a poslední obnovení se v roce 1989 připravovalo v jeho bytě. Prvním junáckým sněmem byl zvolen předsedou Ústřední revizní komise Junáka, jehož mandátu se musel vzdát po jednom roce kvůli zhoršujícímu se zdraví. Je držitelem sedmi junáckých vyznamenání, včetně Junáckého kříže za vlast (stříbrného stupně) a tehdejšího nejvyššího vyznamenání Junáka, Řádu čestné lilie v trojlístku (bronzového stupně).

### Úmrtí
Po operaci tlustého střeva se zdraví Františka Jelínka prudce zhoršilo. Dlouholeté problémy s očima, kvůli kterým musel rezignovat na vysoké funkce v Junáku, došly až na pokraj slepoty. Zemřel koncem roku 2002 ve věku 81 let.

## Dílo
- JELÍNEK, František. Dora – Zadrátované myšlenky a vzpomínky. Týn nad Vltavou: Nová Forma, 2016. 242 s. ISBN 978-80-7453-729-5.